# تشرين (حماة)
تشرين كانت تعرف سابقاً رسم البغل هي قرية سورية تتبع ناحية مركز حماة في منطقة مركز حماة في محافظة حماة. بلغ عدد سكانها 800 نسمة في عام 2016 حسب إحصاء المكتب المركزي للإحصاء.

## عنها
قرية سورية تابعة لبلدية معرشحور التابعة لمدينة حماة تقع إلى الشرق من حماة بحدود 18 كم وعن معرشحور مسافة 6 كم وتعرف أنها قرية سهلية تحيط بها مجموعة من التلال المجاورة، بلغ عدد سكانها بحدود 800 نسمة بحلول عام 2016 وتغيرت تركيبتها الديموغرافية كثيرًا جراء الأحداث التي جرت في سورية من نزوح عدد من أبنائها وقدوم الكثير من النازحين إليها من مناطق سورية مختلفة.[بحاجة لمصدر]

## وصلات خارجية
- الوحدات الإدارية في محافظة حماة